# رودبخی ۱
رودبخی ۱ یک اندیس فلزی است که در حوالی شهر نکیسان استان کرمان قرار دارد و مادهٔ معدنی موجود در آن، مس است.سنگ میزبان این اندیس گرانیت است و دیرینگی آن به دوران ائوسن می‌رسد. در این اندیس، پاراژنز‌های آزوریت یافت می‌شوند.